# Los Cafetales
Los Cafetales es una localidad del estado mexicano de Chiapas. Es parte del municipio de Tapachula.

## Demografía
| Censo | Población |
| ----- | --------- |
| 2010  | 3 054     |
| 2020  | 3 240     |